# Шешельґіс Александрас
Шешельґіс Александрас (25.08.1921, Шауляй, Литва — 14.01.1997, Вільнюс) — литовський літературознавець.

## Біографія
Навчався у Шяуляйській гімназії.
- 1945 рік — директор Папільської прогімназії.
- 1950 рік закінчив Вільнюський університет.
- 1950—1981 працював в Інституті литовської літератури і фольклору АН Литви.

Підготовив до 1995 року матеріали до нового видання «Творів» Жемайте, публікував статті на теми текстології творів письменників. Склав бібліографію творів Й. Зауервейна (разом з В. Кузьміцкасом, 1975), переклав вірші Т. Шевченка.